# United States Army Reserve Command
| Ärmmärke för United States Army Reserve Command och sigill för United States Army Reserve. |  | Ärmmärke för United States Army Reserve Command och sigill för United States Army Reserve. |
| Ärmmärke för United States Army Reserve Command och sigill för United States Army Reserve. |  |                                                                                            |

United States Army Reserve Command (förkortning: USARC) är ett kommando inom USA:s armé som omfattar samtliga förband i den federala arméreserven (United States Army Reserve), bortsett från de reservförband som tilldelats andra huvudkommandon. USARC ingår i United States Army Forces Command.
Arméreserven inrättades 1908. Sedan 1967 har det funnits en chef för arméreserven (engelska: Chief, Army Reserve som varit rådgivare i arméstaben till USA:s arméstabschef i frågor som rör arméreserven. Till skillnad från motsvarigheterna i USA:s flotta och USA:s flygvapen så förde chefen för arméreserven inte befäl över reservförbanden, något som åtgärdades först efter påtryckning från USA:s kongress under 1991 med inrättandet av United States Army Reserve Command på befallning av USA:s arméminister.

## Förband

### Operativa och funktionskommandon
| Heraldisk symbol | Namn                                                    | Förkortning          | Basering                                                    | Funktion                                                              |
|                  | Army Reserve Aviation Command                           | ARAC                 | Fort Knox, Kentucky                                         | Arméflygets reservförband                                             |
|                  | 1st Mission Support Command                             | 1st MSC              | Fort Buchanan, Puerto Rico                                  | Stödfunktioner år förband på Puerto Rico och Amerikanska jungfruöarna |
|                  | 7th Mission Support Command                             | 7th MSC              | Kaiserslautern, Rheinland-Pfalz, Tyskland                   | Stödfunktioner åt förband i Europa                                    |
|                  | 200th Military Police Command                           | Fort Meade, Maryland | Militärpolisens reservförband                               |                                                                       |
|                  | 335th Theater Signal Command                            | 335th SC             | East Point, Georgia                                         | Signal och cyberförband i reserven                                    |
|                  | 377th Theater Sustainment Command                       | 337th TSC            | Naval Air Station Joint Reserve Base New Orleans, Louisiana | Logistikförband i reserven                                            |
|                  | 76th Operational Response Command                       | 76th ORC             | Salt Lake City, Utah                                        | Särskilda reservförmågor som rymdförband och CBRN-krigföring          |
|                  | 79th Theater Sustainment Command                        | 79th TSC             | Los Alamitos, Kalifornien                                   | Logistikförband i reserven                                            |
|                  | 412th Theater Engineer Command                          | 412th TEC            | Vicksburg, Mississippi                                      | Ingenjörsförband                                                      |
|                  | 416th Theater Engineer Command                          | 416th TEC            | Darien, Illinois                                            | Ingenjörsförband                                                      |
|                  | Army Reserve Medical Command                            | AR-MEDCOM            | Pinellas Park, Florida                                      | Sjukvårdsförband i reserven                                           |
|                  | 3rd Medical Command (Deployment Support)                | MCDS                 | Forest Park, Georgia                                        | Expeditionära sjukvårdsförband öster om Ohio                          |
|                  | 807th Medical Command (Deployment Support)              | MC(DS)               | Fort Douglas, Utah                                          | Expeditionära sjukvårdsförband väster om Ohio                         |
|                  | Military Intelligence Readiness Command                 | USAMIRC              | Fort Belvoir, Virginia                                      | Underrättelseförband                                                  |
|                  | Army Civil Affairs and Psychological Operations Command | USACAPOC(A)          | Fort Bragg, North Carolina                                  | Luftburen civil-militär samverkan och psykologisk krigföring          |

### Övningskommandon
| Heraldisk symbol | Namn                                                 | Förkortning         | Basering                  |
|                  | 75th Innovation Command                              | 75th IC             | Houston, Texas            |
|                  | 80th Training Command (The Army School System - TASS | 80th TNG-CMD        | Richmond, Virginia        |
|                  | 84th Training Command                                | 84th TNG-CMD        | Fort Knox, Kentucky       |
|                  | 108th Training Command (Initial Entry Training)      | 108th TNG-CMD (IET) | Charlotte, North Carolina |